# Eupithecia pyricoetes
Eupithecia pyricoetes är en fjärilsart som beskrevs av Louis Beethoven Prout 1958. Eupithecia pyricoetes ingår i släktet Eupithecia och familjen mätare. Inga underarter finns listade i Catalogue of Life.